# 573 v.Chr.

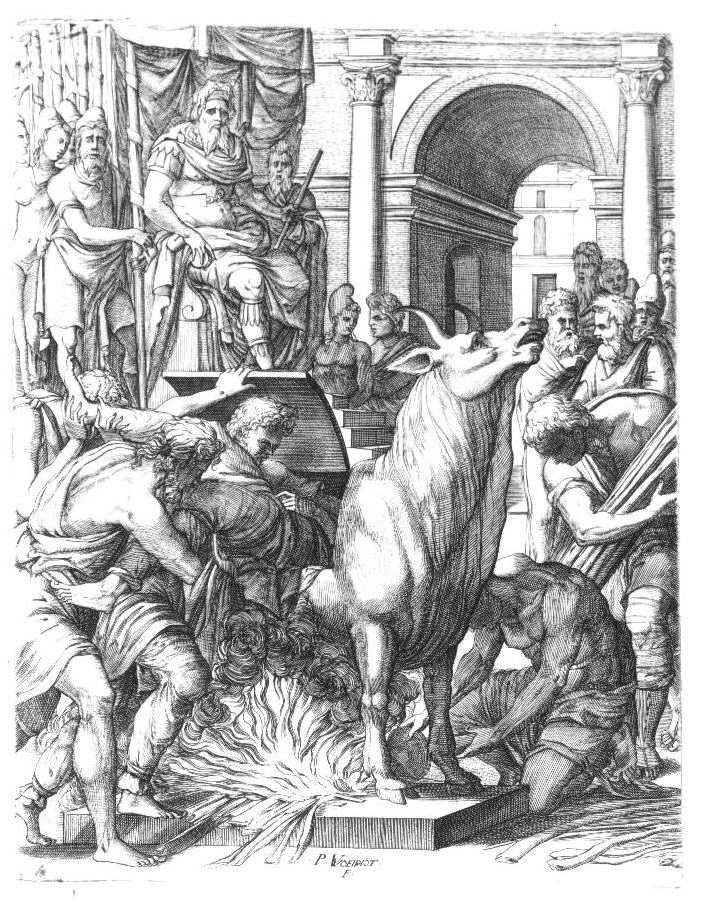
Falaris laat een stier uit brons maken

Het jaar 573 v.Chr. is een jaartal volgens de christelijke jaartelling.

## Gebeurtenissen

### Mesopotamië
- Tyrus sluit na een jarenlang beleg door koning Nebukadnezar II een vredesverdrag. De vestingstad wordt verplicht schatting te betalen aan de Babyloniërs.

### Griekenland
- In Nemea (Korinthe) worden om de twee jaar de Nemeïsche Spelen gehouden. De overwinnaar wordt geëerd met een krans, gevlochten van selderbladeren uit Argos.

### Italië
- Falaris wordt tiran (alleenheerser) van Akragas (huidige Agrigento) op Sicilië. Tijdens het feest van Ceres pleegt hij een staatsgreep. (waarschijnlijke datum)